# ألفارو مونيز
ألفارو مونيز (بالإسبانية: Álvaro Muñiz)‏ هو لاعب كرة قدم إسباني في مركز الوسط، ولد في 7 سبتمبر 1988 في خيخون في إسبانيا. لعب مع إنتر توركو.

## وصلات خارجية
- ألفارو مونيز على موقع قاعدة بيانات كرة القدم.إي يو (الإنجليزية)
- ألفارو مونيز على موقع Soccerway.com (الإنجليزية)